# ТЕЦ „КонтурГлобал Марица Изток 3“
ТЕЦ „КонтурГлобал Марица Изток 3“ е топлоелектрическа централа при село Медникарово, южна България. Тя е част от промишления комплекс „Марица изток“ и има инсталирана мощност 908 MW, което я прави втората по големина топлоелектрическа централа в страната след близката ТЕЦ „Марица изток 2“.
Централата включва четири еднакви кондензационни моноблока. Тя работи с местни лигнитни въглища, които се добиват в близките открити рудници на Мини „Марица изток“. Пусната е в експлоатация и присъединена към електроенергийната мрежа на България в периода 1978 – 1981 г.

## История
Първоначално централата е изградена с четири моноблока с инсталирана мощност по 210 MW. Те са съставени от парогенератор, турбогенератор и трансформатор, руско производство. ТЕЦ „Марица изток 3“ става първата централа в комплекса, която от самото начало използва лансираната от Никола Тодориев схема за директно изгаряне на лигнитите без предварително осушаване. Четирите блока са пуснати в експлоатация поетапно – на 5 юни 1978 година, 8 април 1979 година, 10 април 1980 година и 28 ноември 1981 година.
През 1997 година кабинетът на Иван Костов започва подготовка за приватизация и рехабилитация на централата, включваща изграждане на сероочистващи инсталации и увеличаване на производствената мощност. Първоначално в проекта е ангажирана американската компания „Ентърджи“, която през 1999 година купува 49% дял в централата и която впоследствие ангажира в проекта и италианската „Енел“. През 2003 година делът на „Енел“ и „Ентърджи“ е увеличен на 73% от акциите на предприятието.
През април 2003 година премиерът Симеон Сакскобургготски официално дава старт на проекта за модернизация През октомври втори блок е спрян за започване на реконструкцията му, която завършва през март 2006 година.
В края на май 2006 година „Ентърджи“ окончателно се оттегля от проекта, като продава участието си на „Енел“. Така съотношението на собствеността става 73% за „Енел“, 27% за държавната Национална електрическа компания.
По същото време „Енел“ става и изпълнител на модернизацията, като заменя германската „Де Ес Де“ GmbH, която дотогава работи в консорциум с „Ер Ве Е“. „Де Ес Де“ напуска по взаимно съгласие заради закъснялата с 18 месеца рехабилитация на втори блок. Срокът за завършването на рехабилитацията е удължен до края на 2008 г.
До февруари 2009 г. „Енел“ успява изцяло да изпълни мащабната си инвестиционна програма. ТЕЦ „Марица изток 3“ става първата топлоелектрическа централа на лигнитни въглища на Балканите, която работи в пълно съответствие с европейските екостандарти, като емисиите от серен диоксид са намалени с над 90%. „Енел“ е обявена за инвеститор на годината.
През 2001 г. се твърди, че стойността на проекта в ТЕЦ „Марица-Изток 3“ е 470 милиона щатски долара. През март 2003 г. вече се говори за общата стойност на проекта от 580 милиона евро. През февруари 2004 г. цената става около 600 милиона евро , а накрая се оказва, че „Над 700 млн. евро са вложени в периода 2003 – 2009 г. за рехабилитация и модернизация на ТЕЦ „Марица-изток 3“. 
През юни 2011 г. „Енел“ продава дела си на американската енергийна компания „КонтурГлобал“ за 230 млн. евро. През 2012 г. „Контур Глобал“ започва да изпълнява нов проект в ТЕЦ „Марица изток 3“. Целта е да се спазят още по-строги изисквания на ЕС за азотните оксиди в емисиите, които ще влязат в сила на 1 януари 2016 г. (под 200 mg/Nm3). През юли 2013 г. компанията обявява, че е приключила с подобренията по първия блок и продължава с останалите.